# Vết Tối Lớn

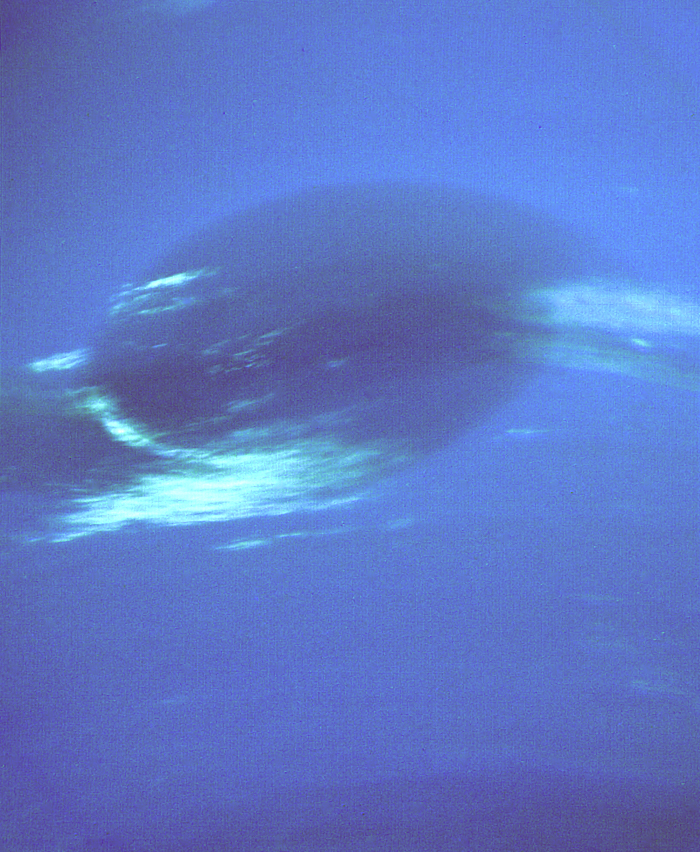
The Great Dark Spot khi nhìn từ Voyager 2

Vết Tối Lớn (Great Dark Spot) (còn được gọi là GDS-89, viết tắt của Great Dark Spot - 1989)  là một trong một loạt các điểm tối trên Sao Hải Vương có vẻ ngoài tương tự như Vết Đỏ Lớn của Sao Mộc. GDS-89 là Vết Tối Lớn đầu tiên trên Sao Hải Vương được quan sát vào năm 1989 bởi tàu vũ trụ Voyager 2 của NASA. Giống như vị trí của sao Mộc, Vết Tối Lớn là những cơn bão siêu tốc. Tuy nhiên, cấu trúc của chúng tương đối không có mây và không giống như vị trí của Sao Mộc, tồn tại hàng trăm năm, thời gian sống của chúng dường như ngắn hơn, hình thành và tiêu tan cứ sau vài năm. Dựa trên các quan sát được thực hiện với Voyager 2 và kể từ đó với Kính viễn vọng Không gian Hubble, Sao Hải Vương dường như dành hơn một nửa thời gian của nó xuất hiện với một Vết Tối Lớn.

## Đặc điểm
Vết tối, hình elip (với kích thước ban đầu là 13.000 × 6.600 km, hoặc 8.100 × 4.100 mi) của GDS-89 có kích thước tương đương Trái đất và có hình dạng tương tự như Vết đỏ lớn của sao Mộc. Xung quanh các cơn bão, gió được đo lên tới 2.100 kilômét trên giờ (1.300 mph), ghi nhận là nhanh nhất trong Hệ mặt trời. Vết Tối Lớn được cho là đại diện cho một lỗ hổng trên tầng mây mêtan của sao Hải Vương. Điểm được quan sát tại các thời điểm khác nhau với kích thước và hình dạng khác nhau.
Vết Tối Lớn đã tạo ra những đám mây trắng lớn ở hoặc ngay dưới đỉnh tầng đối lưu  tương tự như độ cao của những đám mây ti được tìm thấy trên Trái đất. Tuy nhiên, không giống như các đám mây trên Trái đất được tạo thành từ các tinh thể băng, các đám mây ti của sao Hải Vương được tạo thành từ các tinh thể metan đông lạnh. Và trong khi các đám mây ti thường hình thành và sau đó phân tán trong khoảng thời gian vài giờ, các đám mây trong Vết Tối Lớn vẫn xuất hiện sau 36 giờ, hoặc hai lần quay của hành tinh.
Các vết tối của sao Hải Vương được cho là xảy ra trong tầng đối lưu ở độ cao thấp hơn so với các đặc điểm trên tầng mây trên. Vì chúng là các cấu trúc ổn định có thể tồn tại trong vài tháng, chúng được cho là có cấu trúc xoáy.

## Biến mất

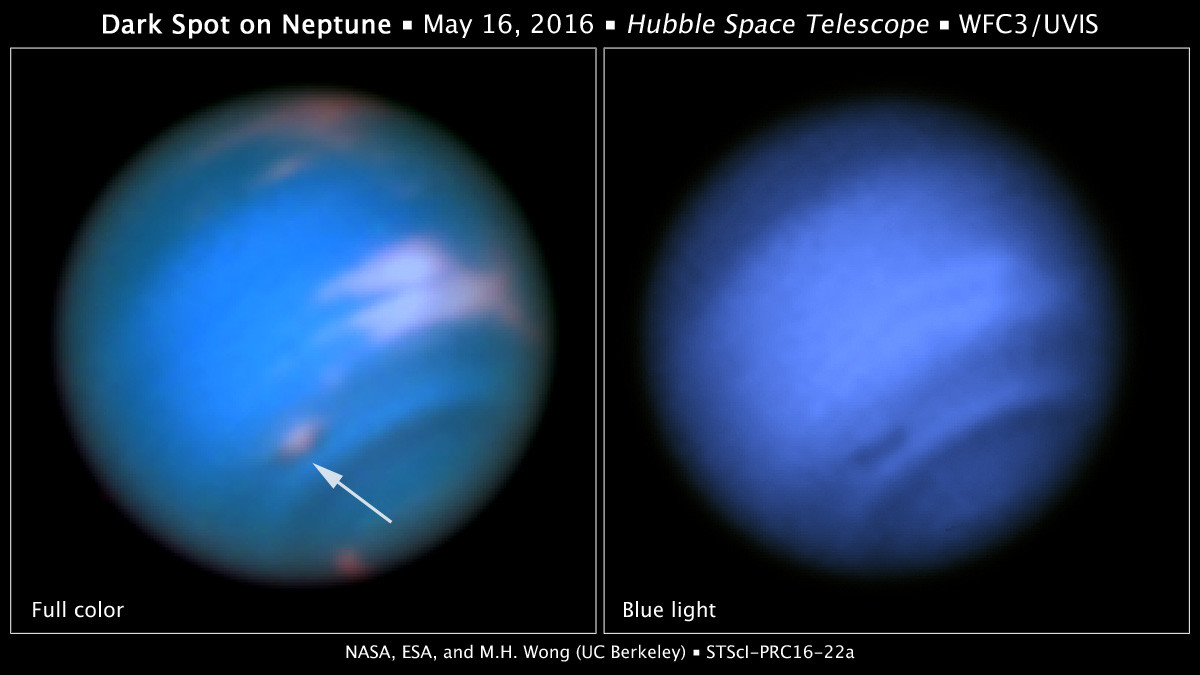
Điểm tối trên sao Hải Vương đủ màu (trái) và ánh sáng xanh (phải).

Khi vị trí được chụp lại vào tháng 11 năm 1994 bởi Kính viễn vọng Không gian Hubble, nó đã biến mất hoàn toàn, khiến các nhà thiên văn học tin rằng nó đã bị che đậy hoặc biến mất. Sự tồn tại của các đám mây đồng hành cho thấy một số vết tối trước đây có thể tiếp tục tồn tại dưới dạng lốc xoáy mặc dù chúng không còn hiển thị dưới dạng một cấu trúc tối. Các điểm tối có thể tan biến khi chúng di chuyển quá gần xích đạo hoặc có thể thông qua một số cơ chế chưa được biết đến khác.
Tuy nhiên, vào năm 2016, một điểm gần như giống hệt nhau đã xuất hiện ở bán cầu bắc của sao Hải Vương. Điểm mới này, được gọi là Vết Tối Lớn phía Bắc (NGDS), vẫn còn nhìn thấy được trong vài năm. Không biết liệu vị trí này có còn tồn tại trên hành tinh hay không, vì các quan sát sử dụng kính viễn vọng Hubble vẫn còn hạn chế.